# Campeonato de Primera B Nacional 2010-11
El Campeonato de Primera B Nacional 2010-11, denominada por motivos comerciales Primera B Nacional Efectivo Sí 2010-11, fue la vigésima quinta edición del torneo. Se desarrolló entre el 7 de agosto de 2010 y el 18 de junio de 2011.
Se incorporaron Patronato (campeón del Torneo Argentino A 2009-10), Almirante Brown (campeón de la Primera B 2009-10) y los descendidos de la Primera División: Rosario Central, tras 24 años de permanencia en la misma, al perder la promoción con All Boys; Chacarita Juniors y Atlético Tucumán.
El campeón del certamen fue la Asociación Mutual Social y Deportiva Atlético de Rafaela.

## Ascensos y descensos
| Torneo    | Descendidos de la B Nacional 2009-10 |
| --------- | ------------------------------------ |
| Primera B | Sportivo Italiano                    |
| Primera B | Platense                             |

| Torneo      | Ascendidos a la B Nacional 2010-11 |
| ----------- | ---------------------------------- |
| Primera B   | Almirante Brown                    |
| Argentino A | Patronato                          |

| Pos.      | Ascendidos a la Primera División 2010-11 |
| --------- | ---------------------------------------- |
| 1.º       | Olimpo                                   |
| 2.º       | Quilmes                                  |
| Promoción | All Boys                                 |

| Prom.     | Descendidos de la Primera División 2009-10 |
| --------- | ------------------------------------------ |
| Promoción | Rosario Central                            |
| 19º       | Atlético Tucumán                           |
| 20º       | Chacarita Juniors                          |

## Equipos participantes
Chacarita Juniors
| Equipo                             | Ciudad                | Estadio                         | Capacidad |
| ---------------------------------- | --------------------- | ------------------------------- | --------- |
| Aldosivi                           | Mar del Plata         | José María Minella              | 35 354    |
| Almirante Brown                    | San Justo             | Fragata Presidente Sarmiento    | 27 700    |
| Atlético de Rafaela                | Rafaela               | Nuevo Monumental                | 16 000    |
| Atlético Tucumán                   | San Miguel de Tucumán | Monumental José Fierro          | 32 700    |
| Belgrano                           | Córdoba               | Julio César Villagra            | 22 000    |
| Boca Unidos                        | Corrientes            | José Antonio Romero             | 15 700    |
| Chacarita Juniors                  | Villa Maipú           | Tres de Febrero                 | 19 000    |
| 20 844                             |                       |                                 |           |
| Comisión de Actividades Infantiles | Comodoro Rivadavia    | Municipal de Comodoro Rivadavia | 8300      |
| Defensa y Justicia                 | Gobernador Costa      | Norberto Tomaghello             | 15 000    |
| Deportivo Merlo                    | Parque San Martín     | José Manuel Moreno              | 7500      |
| Ferro Carril Oeste                 | Buenos Aires          | Arquitecto Ricardo Etcheverri   | 24 268    |
| Gimnasia y Esgrima                 | San Salvador de Jujuy | 23 de Agosto                    | 23 000    |
| Independiente Rivadavia            | Mendoza               | Bautista Gargantini             | 24 000    |
| Instituto                          | Córdoba               | Juan Domingo Perón              | 32 535    |
| Patronato                          | Paraná                | Presbítero Bartolomé Grella     | 22 000    |
| Rosario Central                    | Rosario               | Gigante de Arroyito             | 41 654    |
| San Martín                         | San Juan              | Ingeniero Hilario Sánchez       | 19 000    |
| San Martín                         | San Miguel de Tucumán | La Ciudadela                    | 30 500    |
| Tiro Federal                       | Rosario               | Fortín de Ludueña               | 18 000    |
| Unión                              | Santa Fe              | 15 de Abril                     | 23 200    |

- (1) Propiedad del Club Atlético Huracán Corrientes

### Distribución geográfica
| Región                                   | Cant. | Equipos                                                                  |
| ---------------------------------------- | ----- | ------------------------------------------------------------------------ |
| Conurbano bonaerense                     | 4     | Almirante Brown, Chacarita Juniors, Defensa y Justicia y Deportivo Merlo |
| Provincia de Santa Fe                    | 4     | Atlético de Rafaela, Rosario Central, Tiro Federal y Unión               |
| Provincia de Córdoba                     | 2     | Belgrano e Instituto                                                     |
| Provincia de Tucumán                     | 2     | Atlético Tucumán y San Martín                                            |
| Interior de la provincia de Buenos Aires | 1     | Aldosivi                                                                 |
| Ciudad de Buenos Aires                   | 1     | Ferro Carril Oeste                                                       |
| Provincia del Chubut                     | 1     | CAI (CR)                                                                 |
| Provincia de Corrientes                  | 1     | Boca Unidos                                                              |
| Provincia de Entre Ríos                  | 1     | Patronato                                                                |
| Provincia de Jujuy                       | 1     | Gimnasia y Esgrima                                                       |
| Provincia de Mendoza                     | 1     | Independiente Rivadavia                                                  |
| Provincia de San Juan                    | 1     | San Martín                                                               |

## Formato

### Competición
Se disputó un torneo de 38 fechas por el sistema de todos contra todos a dos ruedas, ida y vuelta.

### Ascensos
El equipo que obtuvo más puntos fue el campeón, el que, junto con el subcampeón, ascendieron a la Primera División. Los equipos ubicados en tercero y cuarto lugar jugaron la promoción por el ascenso contra el 18.º y 17.º de la primera categoría, respectivamente, de acuerdo con la tabla de promedios.

### Descensos
Se decidieron mediante una tabla de promedios determinados por el cociente entre los puntos obtenidos y los partidos jugados en las tres últimas temporadas. Si un club asciende y luego de una temporada desciende, se le contabilizan los puntos obtenidos en su campaña previa.
Los dos últimos de dicha tabla descienden a su categoría de origen: si estaban directamente afiliados a la AFA, a la Primera B, y si estaban indirectamente afiliados, al Torneo Argentino A.
También se jugaron dos promociones con dichas categorías: los equipos que ocuparan el 17º y el 18º puesto en la tabla de promedios jugarían contra uno de la Primera B y otro del Torneo Argentino A. Si dichos equipos eran uno directamente y otro indirectamente afiliado, lo harían contra el de su respectiva afiliación, independientemente de la ubicación en la tabla. En cambio, si eran de la misma condición de afiliación el que terminara en el puesto 17º jugaría con el clasificado del Argentino A y el 18º enfrentaría al proveniente de la Primera B.

## Tabla de posiciones
| Pos | Equipo                  | Pts | PJ | G  | E  | P  | GF | GC | DIF |
| --- | ----------------------- | --- | -- | -- | -- | -- | -- | -- | --- |
| 1º  | Atlético de Rafaela     | 77  | 38 | 23 | 8  | 7  | 65 | 26 | 39  |
| 2º  | Unión                   | 69  | 38 | 22 | 3  | 13 | 49 | 38 | 11  |
| 3º  | San Martín (SJ)         | 64  | 38 | 18 | 10 | 10 | 46 | 32 | 14  |
| 4º  | Belgrano                | 59  | 38 | 15 | 14 | 9  | 53 | 37 | 16  |
| 5º  | Gimnasia y Esgrima (J)  | 54  | 38 | 13 | 15 | 10 | 40 | 41 | -1  |
| 6º  | Almirante Brown         | 52  | 38 | 13 | 13 | 12 | 32 | 28 | 4   |
| 7º  | Aldosivi                | 52  | 38 | 14 | 10 | 14 | 45 | 47 | -2  |
| 8º  | Boca Unidos             | 52  | 38 | 13 | 13 | 12 | 43 | 46 | -3  |
| 9º  | Atlético Tucumán        | 51  | 38 | 14 | 9  | 15 | 44 | 41 | 3   |
| 10º | Instituto               | 51  | 38 | 11 | 18 | 9  | 38 | 35 | 3   |
| 11º | Deportivo Merlo         | 51  | 38 | 13 | 12 | 13 | 32 | 37 | -5  |
| 12º | Rosario Central         | 50  | 38 | 14 | 8  | 16 | 44 | 44 | 0   |
| 13º | Patronato               | 50  | 38 | 14 | 8  | 16 | 41 | 43 | -2  |
| 14º | Ferro Carril Oeste      | 47  | 38 | 11 | 14 | 13 | 38 | 47 | -9  |
| 15º | San Martín (T)          | 45  | 38 | 11 | 12 | 15 | 33 | 41 | -8  |
| 16º | Chacarita Juniors       | 44  | 38 | 10 | 14 | 14 | 24 | 36 | -12 |
| 17º | Defensa y Justicia      | 43  | 38 | 10 | 13 | 15 | 37 | 42 | -5  |
| 18º | Independiente Rivadavia | 40  | 38 | 9  | 13 | 16 | 44 | 49 | -5  |
| 19º | Tiro Federal            | 37  | 38 | 8  | 13 | 17 | 37 | 56 | -19 |
| 20º | CAI                     | 34  | 38 | 6  | 16 | 16 | 38 | 57 | -19 |

|  | Campeón. Ascendió a Primera División.         |
|  | Subcampeón. Ascendió a Primera División.      |
|  | Ascendieron a Primera División por promoción. |

- Fuente: AFA: Programación de Primera B Nacional 'Efectivo Sí 2010/2011' - Posiciones

## Tabla de promedios
| Pos | Equipo                  | 08/09 | 09-10 | 10-11 | Total | PJ  | Promedio |
| --- | ----------------------- | ----- | ----- | ----- | ----- | --- | -------- |
| 1º  | Atlético de Rafaela     | 62    | 63    | 77    | 202   | 114 | 1,771    |
| 2º  | Atlético Tucumán        | 74    | -     | 51    | 125   | 76  | 1,644    |
| 3º  | Belgrano                | 62    | 57    | 59    | 178   | 114 | 1,561    |
| 4º  | Chacarita Juniors       | 72    | -     | 44    | 116   | 76  | 1,526    |
| 5º  | Unión (SF)              | 49    | 53    | 69    | 171   | 114 | 1,500    |
| 6º  | Instituto               | 59    | 60    | 51    | 170   | 114 | 1,491    |
| 7º  | San Martín (SJ)         | 49    | 56    | 64    | 169   | 114 | 1,482    |
| 8º  | Gimnasia y Esgrima (J)  | -     | 54    | 54    | 108   | 76  | 1,421    |
| 9º  | Almirante Brown         | -     | -     | 52    | 52    | 38  | 1,368    |
| 10º | Aldosivi                | 57    | 42    | 52    | 151   | 114 | 1,324    |
| 11º | Boca Unidos             | -     | 48    | 52    | 100   | 76  | 1,315    |
| 11º | Patronato               | -     | -     | 50    | 50    | 38  | 1,315    |
| 11º | Rosario Central         | -     | -     | 50    | 50    | 38  | 1,315    |
| 14º | Ferro Carril Oeste      | 52    | 49    | 47    | 148   | 114 | 1,298    |
| 15º | Deportivo Merlo         | -     | 46    | 51    | 97    | 76  | 1,276    |
| 16º | Defensa y Justicia      | 49    | 52    | 43    | 144   | 114 | 1,263    |
| 17º | San Martín (T)          | -     | 50    | 45    | 95    | 76  | 1,250    |
| 18º | Independiente Rivadavia | 50    | 47    | 40    | 137   | 114 | 1,201    |
| 19º | Tiro Federal            | 50    | 44    | 37    | 131   | 114 | 1,149    |
| 20º | CAI (CR)                | 36    | 43    | 34    | 113   | 114 | 0,991    |

|  | Disputaron la promoción contra equipos del Argentino A y de la Primera B, respectivamente. |
|  | Descendieron al Torneo Argentino A.                                                        |

## Resultados
| Aldosivi           | 0 - 1 | CAI                     |
| Instituto          | 0 - 0 | Boca Unidos             |
| Unión              | 2 - 0 | Deportivo Merlo         |
| Atlético Tucumán   | 2 - 1 | Independiente Rivadavia |
| Defensa y Justicia | 0 - 1 | Atlético de Rafaela     |
| Gimnasia (J)       | 0 - 0 | Ferro Carril Oeste      |
| Patronato          | 2 - 0 | Belgrano                |
| San Martín (SJ)    | 0 - 0 | San Martín (T)          |
| Tiro Federal       | 1 - 1 | Chacarita Juniors       |
| Almirante Brown    | 1 - 0 | Rosario Central         |

| Instituto               | 0 - 0 | Patronato          |
| Atlético de Rafaela     | 1 - 1 | Almirante Brown    |
| Deportivo Merlo         | 2 - 0 | Gimnasia (J)       |
| CAI                     | 2 - 2 | Defensa y Justicia |
| Ferro Carril Oeste      | 3 - 1 | Aldosivi           |
| Rosario Central         | 1 - 1 | San Martín (SJ)    |
| Boca Unidos             | 2 - 0 | Atlético Tucumán   |
| Independiente Rivadavia | 2 - 0 | Tiro Federal       |
| San Martín (T)          | 1 - 0 | Belgrano           |
| Chacarita Juniors       | 1 - 0 | Unión              |

| Almirante Brown    | 1 - 0 | CAI                     |
| Aldosivi           | 1 - 0 | Deportivo Merlo         |
| San Martín (SJ)    | 1 - 0 | Atlético de Rafaela     |
| Belgrano           | 1 - 1 | Rosario Central         |
| Unión              | 1 - 2 | Independiente Rivadavia |
| Defensa y Justicia | 1 - 1 | Ferro Carril Oeste      |
| Patronato          | 0 - 0 | San Martín (T)          |
| Tiro Federal       | 1 - 2 | Boca Unidos             |
| Atlético Tucumán   | 1 - 2 | Instituto               |
| Gimnasia (J)       | 0 - 0 | Chacarita Juniors       |

| Atlético de Rafaela     | 2 - 1 | Belgrano           |
| CAI                     | 0 - 1 | San Martín (SJ)    |
| Deportivo Merlo         | 1 - 0 | Defensa y Justicia |
| Ferro Carril Oeste      | 0 - 0 | Almirante Brown    |
| Instituto               | 1 - 1 | Tiro Federal       |
| Rosario Central         | 0 - 1 | San Martín (T)     |
| Boca Unidos             | 2 - 1 | Unión              |
| Independiente Rivadavia | 0 - 1 | Gimnasia (J)       |
| Atlético Tucumán        | 2 - 0 | Patronato          |
| Chacarita Juniors       | 1 - 1 | Aldosivi           |

| Almirante Brown    | 0 - 1 | Deportivo Merlo         |
| Tiro Federal       | 2 - 4 | Atlético Tucumán        |
| Defensa y Justicia | 3 - 1 | Chacarita Juniors       |
| Aldosivi           | 1 - 1 | Independiente Rivadavia |
| Belgrano           | 0 - 0 | CAI                     |
| Patronato          | 2 - 2 | Rosario Central         |
| Unión              | 1 - 0 | Instituto               |
| Gimnasia (J)       | 1 - 0 | Boca Unidos             |
| San Martín (T)     | 0 - 3 | Atlético de Rafaela     |
| San Martín (SJ)    | 3 - 1 | Ferro Carril Oeste      |

| Chacarita Juniors       | 0 - 1 | Almirante Brown    |
| Atlético de Rafaela     | 0 - 1 | Rosario Central    |
| Deportivo Merlo         | 0 - 3 | San Martín (SJ)    |
| CAI                     | 1 - 0 | San Martín (T)     |
| Ferro Carril Oeste      | 1 - 1 | Belgrano           |
| Tiro Federal            | 1 - 0 | Patronato          |
| Instituto               | 2 - 0 | Gimnasia (J)       |
| Boca Unidos             | 0 - 0 | Aldosivi           |
| Atlético Tucumán        | 0 - 1 | Unión              |
| Independiente Rivadavia | 3 - 1 | Defensa y Justicia |

| San Martín (SJ)    | 0 - 1 | Chacarita Juniors       |
| Aldosivi           | 0 - 0 | Instituto               |
| Belgrano           | 1 - 0 | Deportivo Merlo         |
| Unión              | 3 - 0 | Tiro Federal            |
| Patronato          | 0 - 1 | Atlético de Rafaela     |
| Defensa y Justicia | 1 - 0 | Boca Unidos             |
| San Martín (T)     | 1 - 1 | Ferro Carril Oeste      |
| Gimnasia (J)       | 2 - 1 | Atlético Tucumán        |
| Almirante Brown    | 2 - 2 | Independiente Rivadavia |
| Rosario Central    | 1 - 0 | CAI                     |

| Chacarita Juniors       | 1 - 0 | Belgrano            |
| Unión                   | 0 - 2 | Patronato           |
| Instituto               | 2 - 0 | Defensa y Justicia  |
| Deportivo Merlo         | 1 - 1 | San Martín (T)      |
| CAI                     | 0 - 0 | Atlético de Rafaela |
| Tiro Federal            | 1 - 0 | Gimnasia (J)        |
| Ferro Carril Oeste      | 1 - 0 | Rosario Central     |
| Boca Unidos             | 1 - 1 | Almirante Brown     |
| Atlético Tucumán        | 2 - 1 | Aldosivi            |
| Independiente Rivadavia | 0 - 1 | San Martín (SJ)     |

| San Martín (T)      | 0 - 0 | Chacarita Juniors       |
| Atlético de Rafaela | 3 - 0 | Ferro Carril Oeste      |
| Defensa y Justicia  | 1 - 1 | Atlético Tucumán        |
| Aldosivi            | 1 - 1 | Tiro Federal            |
| Belgrano            | 3 - 0 | Independiente Rivadavia |
| Rosario Central     | 2 - 1 | Deportivo Merlo         |
| Gimnasia (J)        | 0 - 2 | Unión                   |
| Patronato           | 1 - 0 | CAI                     |
| San Martín (SJ)     | 2 - 1 | Boca Unidos             |
| Almirante Brown     | 1 - 1 | Instituto               |

| Chacarita Juniors       | 0 - 2 | Rosario Central     |
| Tiro Federal            | 0 - 0 | Defensa y Justicia  |
| Deportivo Merlo         | 1 - 0 | Atlético de Rafaela |
| Ferro Carril Oeste      | 2 - 2 | CAI                 |
| Unión                   | 0 - 3 | Aldosivi            |
| Boca Unidos             | 3 - 3 | Belgrano            |
| Independiente Rivadavia | 1 - 1 | San Martín (T)      |
| Gimnasia (J)            | 1 - 0 | Patronato           |
| Instituto               | 1 - 0 | San Martín (SJ)     |
| Atlético Tucumán        | 3 - 0 | Almirante Brown     |

| Atlético de Rafaela | 2 - 0 | Chacarita Juniors       |
| CAI                 | 1 - 1 | Deportivo Merlo         |
| Belgrano            | 2 - 2 | Instituto               |
| Defensa y Justicia  | 0 - 1 | Unión                   |
| San Martín (T)      | 1 - 1 | Boca Unidos             |
| Patronato           | 0 - 0 | Ferro Carril Oeste      |
| San Martín (SJ)     | 0 - 1 | Atlético Tucumán        |
| Almirante Brown     | 2 - 0 | Tiro Federal            |
| Aldosivi            | 0 - 0 | Gimnasia (J)            |
| Rosario Central     | 1 - 1 | Independiente Rivadavia |

| Chacarita Juniors       | 0 - 1 | CAI                 |
| Deportivo Merlo         | 2 - 1 | Ferro Carril Oeste  |
| Atlético Tucumán        | 2 - 0 | Belgrano            |
| Instituto               | 2 - 0 | San Martín (T)      |
| Aldosivi                | 4 - 1 | Patronato           |
| Boca Unidos             | 2 - 0 | Rosario Central     |
| Tiro Federal            | 1 - 1 | San Martín (SJ)     |
| Gimnasia (J)            | 0 - 0 | Defensa y Justicia  |
| Independiente Rivadavia | 3 - 1 | Atlético de Rafaela |
| Unión                   | 1 - 0 | Almirante Brown     |

| Ferro Carril Oeste  | 3 - 0 | Chacarita Juniors       |
| Atlético de Rafaela | 3 - 0 | Boca Unidos             |
| Defensa y Justicia  | 0 - 0 | Aldosivi                |
| Belgrano            | 2 - 3 | Tiro Federal            |
| San Martín (T)      | 1 - 1 | Atlético Tucumán        |
| Patronato           | 0 - 1 | Deportivo Merlo         |
| Almirante Brown     | 0 - 0 | Gimnasia (J)            |
| San Martín (SJ)     | 3 - 1 | Unión                   |
| Rosario Central     | 1 - 0 | Instituto               |
| CAI                 | 3 - 3 | Independiente Rivadavia |

| Chacarita Juniors       | 0 - 0 | Deportivo Merlo     |
| Tiro Federal            | 0 - 2 | San Martín (T)      |
| Defensa y Justicia      | 1 - 1 | Patronato           |
| Aldosivi                | 1 - 0 | Almirante Brown     |
| Independiente Rivadavia | 1 - 1 | Ferro Carril Oeste  |
| Unión                   | 0 - 3 | Belgrano            |
| Instituto               | 0 - 0 | Atlético de Rafaela |
| Gimnasia (J)            | 2 - 1 | San Martín (SJ)     |
| Boca Unidos             | 1 - 1 | CAI                 |
| Atlético Tucumán        | 4 - 2 | Rosario Central     |

| Almirante Brown     | 2 - 0 | Defensa y Justicia      |
| Deportivo Merlo     | 3 - 2 | Independiente Rivadavia |
| Ferro Carril Oeste  | 0 - 2 | Boca Unidos             |
| CAI                 | 0 - 1 | Instituto               |
| Belgrano            | 1 - 1 | Gimnasia (J)            |
| Rosario Central     | 1 - 0 | Tiro Federal            |
| San Martín (T)      | 1 - 1 | Unión                   |
| Patronato           | 3 - 1 | Chacarita Juniors       |
| San Martín (SJ)     | 1 - 1 | Aldosivi                |
| Atlético de Rafaela | 0 - 0 | Atlético Tucumán        |

| Instituto               | 1 - 1 | Ferro Carril Oeste  |
| Gimnasia (J)            | 1 - 1 | San Martín (T)      |
| Tiro Federal            | 2 - 4 | Atlético de Rafaela |
| Unión                   | 1 - 1 | Rosario Central     |
| Defensa y Justicia      | 2 - 0 | San Martín (SJ)     |
| Aldosivi                | 2 - 1 | Belgrano            |
| Atlético Tucumán        | 4 - 1 | CAI                 |
| Boca Unidos             | 1 - 0 | Deportivo Merlo     |
| Independiente Rivadavia | 0 - 2 | Chacarita Juniors   |
| Almirante Brown         | 1 - 2 | Patronato           |

| Atlético de Rafaela | 1 - 2 | Unión                   |
| CAI                 | 1 - 2 | Tiro Federal            |
| Belgrano            | 2 - 0 | Defensa y Justicia      |
| Rosario Central     | 0 - 1 | Gimnasia (J)            |
| San Martín (T)      | 2 - 0 | Aldosivi                |
| Patronato           | 2 - 2 | Independiente Rivadavia |
| Deportivo Merlo     | 0 - 1 | Instituto               |
| Ferro Carril Oeste  | 2 - 1 | Atlético Tucumán        |
| Chacarita Juniors   | 1 - 1 | Boca Unidos             |
| San Martín (SJ)     | 2 - 1 | Almirante Brown         |

| Gimnasia (J)       | 2 - 2 | Atlético de Rafaela     |
| Unión              | 2 - 1 | CAI                     |
| Defensa y Justicia | 0 - 0 | San Martín (T)          |
| Tiro Federal       | 4 - 1 | Ferro Carril Oeste      |
| Instituto          | 0 - 0 | Chacarita Juniors       |
| Aldosivi           | 0 - 5 | Rosario Central         |
| Almirante Brown    | 1 - 2 | Belgrano                |
| Boca Unidos        | 1 - 0 | Independiente Rivadavia |
| San Martín (SJ)    | 4 - 0 | Patronato               |
| Atlético Tucumán   | 2 - 1 | Deportivo Merlo         |

| Ferro Carril Oeste      | 0 - 2 | Unión              |
| Atlético de Rafaela     | 2 - 0 | Aldosivi           |
| Belgrano                | 1 - 1 | San Martín (SJ)    |
| Deportivo Merlo         | 0 - 0 | Tiro Federal       |
| Chacarita Juniors       | 1 - 0 | Atlético Tucumán   |
| Rosario Central         | 0 - 0 | Defensa y Justicia |
| CAI                     | 1 - 0 | Gimnasia (J)       |
| San Martín (T)          | 1 - 0 | Almirante Brown    |
| Patronato               | 3 - 1 | Boca Unidos        |
| Independiente Rivadavia | 1 - 1 | Instituto          |

| Ferro Carril Oeste      | 1 - 0 | Gimnasia (J)       |
| Atlético de Rafaela     | 2 - 0 | Defensa y Justicia |
| Rosario Central         | 0 - 1 | Almirante Brown    |
| Independiente Rivadavia | 1 - 1 | Atlético Tucumán   |
| CAI                     | 2 - 2 | Aldosivi           |
| Deportivo Merlo         | 1 - 1 | Unión              |
| Chacarita Juniors       | 0 - 0 | Tiro Federal       |
| Belgrano                | 2 - 1 | Patronato          |
| San Martín (T)          | 2 - 1 | San Martín (SJ)    |
| Boca Unidos             | 1 - 3 | Instituto          |

| Belgrano           | 4 - 0 | San Martín (T)          |
| Gimnasia (J)       | 0 - 0 | Deportivo Merlo         |
| Tiro Federal       | 1 - 2 | Independiente Rivadavia |
| Defensa y Justicia | 2 - 1 | CAI                     |
| San Martín (SJ)    | 3 - 0 | Rosario Central         |
| Almirante Brown    | 0 - 1 | Atlético de Rafaela     |
| Aldosivi           | 5 - 1 | Ferro Carril Oeste      |
| Atlético Tucumán   | 1 - 1 | Boca Unidos             |
| Patronato          | 0 - 0 | Instituto               |
| Unión              | 2 - 0 | Chacarita Juniors       |

| Atlético de Rafaela     | 4 - 1 | San Martín (SJ)    |
| CAI                     | 0 - 0 | Almirante Brown    |
| Deportivo Merlo         | 0 - 2 | Aldosivi           |
| Chacarita Juniors       | 0 - 0 | Gimnasia (J)       |
| Rosario Central         | 2 - 1 | Belgrano           |
| Ferro Carril Oeste      | 0 - 3 | Defensa y Justicia |
| San Martín (T)          | 1 - 3 | Patronato          |
| Boca Unidos             | 1 - 0 | Tiro Federal       |
| Independiente Rivadavia | 1 - 2 | Unión              |
| Instituto               | 0 - 1 | Atlético Tucumán   |

| Almirante Brown    | 1 - 1 | Ferro Carril Oeste      |
| Gimnasia (J)       | 1 - 0 | Independiente Rivadavia |
| Defensa y Justicia | 0 - 2 | Deportivo Merlo         |
| Belgrano           | 0 - 0 | Atlético de Rafaela     |
| Aldosivi           | 2 - 0 | Chacarita Juniors       |
| Tiro Federal       | 0 - 0 | Instituto               |
| San Martín (SJ)    | 2 - 2 | CAI                     |
| Patronato          | 2 - 1 | Atlético Tucumán        |
| Unión              | 3 - 0 | Boca Unidos             |
| San Martín (T)     | 2 - 1 | Rosario Central         |

| Independiente Rivadavia | 2 - 3 | Aldosivi           |
| CAI                     | 1 - 1 | Belgrano           |
| Ferro Carril Oeste      | 1 - 0 | San Martín (SJ)    |
| Deportivo Merlo         | 0 - 2 | Almirante Brown    |
| Chacarita Juniors       | 1 - 0 | Defensa y Justicia |
| Atlético de Rafaela     | 2 - 1 | San Martín (T)     |
| Rosario Central         | 1 - 0 | Patronato          |
| Boca Unidos             | 0 - 0 | Gimnasia (J)       |
| Atlético Tucumán        | 0 - 0 | Tiro Federal       |
| Instituto               | 0 - 1 | Unión              |

| Almirante Brown    | 0 - 1 | Chacarita Juniors       |
| Unión              | 1 - 0 | Atlético Tucumán        |
| Belgrano           | 1 - 1 | Ferro Carril Oeste      |
| Rosario Central    | 0 - 1 | Atlético de Rafaela     |
| Aldosivi           | 2 - 0 | Boca Unidos             |
| Defensa y Justicia | 2 - 2 | Independiente Rivadavia |
| San Martín (SJ)    | 0 - 0 | Deportivo Merlo         |
| San Martín (T)     | 1 - 2 | CAI                     |
| Patronato          | 4 - 1 | Tiro Federal            |
| Gimnasia (J)       | 3 - 3 | Instituto               |

| Chacarita Juniors       | 0 - 1 | San Martín (SJ)    |
| Tiro Federal            | 0 - 2 | Unión              |
| CAI                     | 3 - 1 | Rosario Central    |
| Deportivo Merlo         | 0 - 2 | Belgrano           |
| Atlético de Rafaela     | 1 - 0 | Patronato          |
| Boca Unidos             | 2 - 2 | Defensa y Justicia |
| Ferro Carril Oeste      | 1 - 0 | San Martín (T)     |
| Instituto               | 4 - 0 | Aldosivi           |
| Atlético Tucumán        | 0 - 3 | Gimnasia (J)       |
| Independiente Rivadavia | 1 - 0 | Almirante Brown    |

| Patronato           | 1 - 2 | Unión                   |
| Almirante Brown     | 3 - 1 | Boca Unidos             |
| Defensa y Justicia  | 2 - 0 | Instituto               |
| Aldosivi            | 0 - 3 | Atlético Tucumán        |
| Atlético de Rafaela | 5 - 1 | CAI                     |
| Gimnasia (J)        | 2 - 1 | Tiro Federal            |
| San Martín (T)      | 2 - 0 | Deportivo Merlo         |
| San Martín (SJ)     | 1 - 0 | Independiente Rivadavia |
| Rosario Central     | 3 - 0 | Ferro Carril Oeste      |
| Belgrano            | 1 - 1 | Chacarita Juniors       |

| Atlético Tucumán        | 1 - 0 | Defensa y Justicia  |
| Deportivo Merlo         | 1 - 0 | Rosario Central     |
| CAI                     | 1 - 2 | Patronato           |
| Chacarita Juniors       | 1 - 1 | San Martín (T)      |
| Independiente Rivadavia | 0 - 2 | Belgrano            |
| Tiro Federal            | 3 - 1 | Aldosivi            |
| Ferro Carril Oeste      | 2 - 0 | Atlético de Rafaela |
| Boca Unidos             | 1 - 1 | San Martín (SJ)     |
| Instituto               | 1 - 1 | Almirante Brown     |
| Unión                   | 1 - 2 | Gimnasia (J)        |

| Atlético de Rafaela | 2 - 0 | Deportivo Merlo         |
| Almirante Brown     | 0 - 0 | Atlético Tucumán        |
| Defensa y Justicia  | 5 - 1 | Tiro Federal            |
| CAI                 | 0 - 3 | Ferro Carril Oeste      |
| Belgrano            | 2 - 1 | Boca Unidos             |
| Patronato           | 1 - 0 | Gimnasia (J)            |
| San Martín (SJ)     | 2 - 0 | Instituto               |
| Rosario Central     | 2 - 1 | Chacarita Juniors       |
| San Martín (T)      | 1 - 2 | Independiente Rivadavia |
| Aldosivi            | 0 - 1 | Unión                   |

| Tiro Federal            | 1 - 1 | Almirante Brown     |
| Chacarita Juniors       | 1 - 2 | Atlético de Rafaela |
| Instituto               | 0 - 0 | Belgrano            |
| Deportivo Merlo         | 1 - 1 | CAI                 |
| Ferro Carril Oeste      | 0 - 2 | Patronato           |
| Unión                   | 2 - 3 | Defensa y Justicia  |
| Gimnasia (J)            | 2 - 2 | Aldosivi            |
| Boca Unidos             | 2 - 0 | San Martín (T)      |
| Atlético Tucumán        | 1 - 2 | San Martín (SJ)     |
| Independiente Rivadavia | 0 - 1 | Rosario Central     |

| Ferro Carril Oeste  | 0 - 2 | Deportivo Merlo         |
| Almirante Brown     | 2 - 0 | Unión                   |
| Defensa y Justicia  | 1 - 3 | Gimnasia (J)            |
| CAI                 | 1 - 3 | Chacarita Juniors       |
| San Martín (SJ)     | 0 - 2 | Tiro Federal            |
| Patronato           | 3 - 0 | Aldosivi                |
| Atlético de Rafaela | 2 - 2 | Independiente Rivadavia |
| San Martín (T)      | 2 - 3 | Instituto               |
| Rosario Central     | 1 - 2 | Boca Unidos             |
| Belgrano            | 2 - 0 | Atlético Tucumán        |

| Aldosivi                | 2 - 0 | Defensa y Justicia  |
| Deportivo Merlo         | 1 - 1 | Patronato           |
| Independiente Rivadavia | 0 - 0 | CAI                 |
| Tiro Federal            | 0 - 2 | Belgrano            |
| Unión                   | 1 - 2 | San Martín (SJ)     |
| Instituto               | 3 - 3 | Rosario Central     |
| Chacarita Juniors       | 0 - 3 | Ferro Carril Oeste  |
| Atlético Tucumán        | 1 - 0 | San Martín (T)      |
| Gimnasia (J)            | 2 - 1 | Almirante Brown     |
| Boca Unidos             | 0 - 1 | Atlético de Rafaela |

| Belgrano            | 3 - 2 | Unión                   |
| Patronato           | 0 - 2 | Defensa y Justicia      |
| San Martín (T)      | 2 - 0 | Tiro Federal            |
| CAI                 | 1 - 3 | Boca Unidos             |
| Almirante Brown     | 1 - 0 | Aldosivi                |
| Ferro Carril Oeste  | 1 - 0 | Independiente Rivadavia |
| Deportivo Merlo     | 0 - 0 | Chacarita Juniors       |
| Rosario Central     | 2 - 0 | Atlético Tucumán        |
| Atlético de Rafaela | 4 - 0 | Instituto               |
| San Martín (SJ)     | 2 - 1 | Gimnasia (J)            |

| Unión                   | 2 - 1 | San Martín (T)      |
| Chacarita Juniors       | 1 - 3 | Patronato           |
| Defensa y Justicia      | 0 - 0 | Almirante Brown     |
| Independiente Rivadavia | 0 - 1 | Deportivo Merlo     |
| Aldosivi                | 2 - 0 | San Martín (SJ)     |
| Atlético Tucumán        | 0 - 2 | Atlético de Rafaela |
| Boca Unidos             | 3 - 2 | Ferro Carril Oeste  |
| Gimnasia (J)            | 1 - 1 | Belgrano            |
| Instituto               | 1 - 1 | CAI                 |
| Tiro Federal            | 1 - 2 | Rosario Central     |

| Patronato           | 0 - 1 | Almirante Brown         |
| Deportivo Merlo     | 2 - 2 | Boca Unidos             |
| Chacarita Juniors   | 0 - 0 | Independiente Rivadavia |
| CAI                 | 1 - 1 | Atlético Tucumán        |
| Ferro Carril Oeste  | 1 - 1 | Instituto               |
| Belgrano            | 1 - 0 | Aldosivi                |
| San Martín (T)      | 2 - 1 | Gimnasia (J)            |
| Rosario Central     | 0 - 1 | Unión                   |
| San Martín (SJ)     | 1 - 0 | Defensa y Justicia      |
| Atlético de Rafaela | 1 - 1 | Tiro Federal            |

| Atlético Tucumán        | 0 - 0 | Ferro Carril Oeste  |
| Almirante Brown         | 0 - 0 | San Martín (SJ)     |
| Aldosivi                | 0 - 1 | San Martín (T)      |
| Defensa y Justicia      | 2 - 3 | Belgrano            |
| Independiente Rivadavia | 3 - 0 | Patronato           |
| Unión                   | 0 - 1 | Atlético de Rafaela |
| Gimnasia (J)            | 3 - 3 | Rosario Central     |
| Boca Unidos             | 0 - 0 | Chacarita Juniors   |
| Tiro Federal            | 1 - 1 | CAI                 |
| Instituto               | 1 - 2 | Deportivo Merlo     |

| Belgrano                | 1 - 2 | Almirante Brown    |
| Deportivo Merlo         | 3 - 2 | Atlético Tucumán   |
| Ferro Carril Oeste      | 1 - 3 | Tiro Federal       |
| Chacarita Juniors       | 2 - 0 | Instituto          |
| Independiente Rivadavia | 3 - 1 | Boca Unidos        |
| San Martín (T)          | 0 - 2 | Defensa y Justicia |
| Atlético de Rafaela     | 6 - 0 | Gimnasia (J)       |
| CAI                     | 1 - 2 | Unión              |
| Patronato               | 0 - 2 | San Martín (SJ)    |
| Rosario Central         | 0 - 2 | Aldosivi           |

| Atlético Tucumán   | 0 - 1 | Chacarita Juniors       |
| Gimnasia (J)       | 4 - 2 | CAI                     |
| Instituto          | 1 - 0 | Independiente Rivadavia |
| Unión              | 1 - 0 | Ferro Carril Oeste      |
| San Martín (SJ)    | 0 - 0 | Belgrano                |
| Tiro Federal       | 1 - 1 | Deportivo Merlo         |
| Defensa y Justicia | 2 - 1 | Rosario Central         |
| Almirante Brown    | 1 - 0 | San Martín (T)          |
| Aldosivi           | 3 - 2 | Atlético de Rafaela     |
| Boca Unidos        | 1 - 0 | Patronato               |

## Goleadores
| # | Nac.                 | Jugador         | Equipo              | Goles |
| - | -------------------- | --------------- | ------------------- | ----- |
| 1 | Bandera de Argentina | César Carignano | Atlético de Rafaela | 21    |
| 2 | Bandera de Argentina | Cristian Nuñez  | Boca Unidos         | 16    |
| 2 | Bandera de Argentina | Sebastián Penco | San Martín (SJ)     | 16    |
| 3 | Bandera de Argentina | César Pereyra   | Belgrano            | 14    |
| 3 | Bandera de Argentina | Diego Jara      | Patronato           | 14    |
| 3 | Bandera de Argentina | Matías Gigli    | Aldosivi            | 14    |
| 3 | Bandera de Argentina | Matías Quiroga  | Unión               | 14    |

## Promociones

### Promociones Primera División-Primera B Nacional
| Promoción 1                                               | Promoción 1 | Promoción 1 | Promoción 1        | Promoción 1 | Promoción 1  |
| Local                                                     | Resultado   | Visitante   | Estadio            | Fecha       | Hora (UTC-3) |
| --------------------------------------------------------- | ----------- | ----------- | ------------------ | ----------- | ------------ |
| Belgrano                                                  | 2 - 0       | River Plate | Gigante de Alberdi | 22 de junio | 21:00        |
| River Plate                                               | 0 - 1       | Belgrano    | Monumental         | 26 de junio | 15:00        |
| Belgrano ascendió a Primera División con un global de 3-0 |             |             |                    |             |              |

| 1. |

| Promoción 2                                                      | Promoción 2 | Promoción 2             | Promoción 2               | Promoción 2 | Promoción 2  |
| Local                                                            | Resultado   | Visitante               | Estadio                   | Fecha       | Hora (UTC-3) |
| ---------------------------------------------------------------- | ----------- | ----------------------- | ------------------------- | ----------- | ------------ |
| San Martín (SJ)                                                  | 1 - 0       | Gimnasia y Esgrima (LP) | Ingeniero Hilario Sánchez | 26 de junio | 19:10        |
| Gimnasia y Esgrima (LP)                                          | 1 - 1       | San Martín (SJ)         | Del Bosque                | 30 de junio | 15:00        |
| San Martín (SJ) ascendió a Primera División con un global de 2-1 |             |                         |                           |             |              |

### Promoción Primera B Nacional-Primera B
| Partidos                                                                                                 | Partidos  | Partidos                | Partidos            | Partidos    | Partidos     |
| Local | Resultado | Visitante               | Estadio             | Fecha       | Hora (UTC-3) |
| --- | --------- | ----------------------- | ------------------- | ----------- | ------------ |
| Defensores de Belgrano                                                                                   | 0 - 0     | Independiente Rivadavia | Juan Pasquale       | 22 de junio | 18:00        |
| Independiente Rivadavia                                                                                  | 2 - 2     | Defensores de Belgrano  | Bautista Gargantini | 26 de junio | 17:05        |
| Independiente Rivadavia permaneció en la Primera B Nacional con un global de 2-2, por ventaja deportiva. |           |                         |                     |             |              |

### Promoción Primera B Nacional-Torneo Argentino A
| Partidos                                                           | Partidos  | Partidos       | Partidos       | Partidos    | Partidos     |
| Local                                                              | Resultado | Visitante      | Estadio        | Fecha       | Hora (UTC-3) |
| ------------------------------------------------------------------ | --------- | -------------- | -------------- | ----------- | ------------ |
| Desamparados                                                       | 1 - 0     | San Martín (T) | El Serpentario | 22 de junio | 15:30        |
| San Martín (T)                                                     | 1 - 1     | Desamparados   | La Ciudadela   | 26 de junio | 21:15        |
| Desamparados ascendió a la Primera B Nacional con un global de 2-1 |           |                |                |             |              |